# Badminton-Juniorenafrikameisterschaft 2013
Die Badminton-Juniorenafrikameisterschaft 2013 fand vom 18. bis 23. April 2013 in Algier statt.

## Medaillengewinner
| Disziplin    | Gold | Silber | Bronze |
| ------------ | --- | --- | --- |
| Herreneinzel | Habeeb Bello | Aatish Lubah | Reneshan Naidoo |
| Herreneinzel | Habeeb Bello | Aatish Lubah | Youcef Sabri Medel |
| Dameneinzel  | Dorcas Ajoke Adesokan | Lee-Ann de Wet | Naja Mohamed |
| Dameneinzel  | Dorcas Ajoke Adesokan | Lee-Ann de Wet | Demi Botha |
| Herrendoppel | Aatish Lubah Georges Paul | Youssef Abdel Fatah Huessin Abdelrahman                                                                                                   | Habeeb Bello Mustapha Muhammed |
| Herrendoppel | Aatish Lubah Georges Paul | Youssef Abdel Fatah Huessin Abdelrahman                                                                                                   | Sid Ali Bouksani Youcef Sabri Medel |
| Damendoppel  | Lee-Ann De Wet Anri Schoonees | Dorcas Ajoke Adesokan Augustina Ebhomien Sunday                                                                                           | Toka Elwasary Doha Hany |
| Damendoppel  | Lee-Ann De Wet Anri Schoonees | Dorcas Ajoke Adesokan Augustina Ebhomien Sunday                                                                                           | Aurelie Allet Shaama Sandooyea |
| Mixed        | Georges Paul Aurelie Allet | Habeeb Bello Dorcas Ajoke Adesokan | Bongani von Bodenstein Demi Botha |
| Mixed        | Georges Paul Aurelie Allet | Habeeb Bello Dorcas Ajoke Adesokan | Youssef Abdel Fatah Toka Elwasary |
| Teams        | Südafrika Cameron Coetzer Michael Jennings Reneshan Naidoo Bongani von Bodenstein Demi Botha Lee-Ann de Wet Anri Schoonees Janke van der Vyver | Nigeria Olamid Adebayo Habeeb Bello Usman Isiaq Mustapha Muhammed Jafar Umar Dorcas Ajoke Adesokan Augustina Ebhomien Sunday Zainab Momoh | Algerien Reda Belhouane Yacine Belhouane Sid Ali Bouksani Rabah Boulmelha Samy Gasmi Amine Guelmaoui Mestapaha Kessari Samy Khaldi Youcef Sabri Medel Mohamed Anis Ronel Yasmine Aissani Nesrine Baya Halla Bouksani Lamia Kerkour Nassima Loukal Rania Tirouche |
| Teams        | Südafrika Cameron Coetzer Michael Jennings Reneshan Naidoo Bongani von Bodenstein Demi Botha Lee-Ann de Wet Anri Schoonees Janke van der Vyver | Nigeria Olamid Adebayo Habeeb Bello Usman Isiaq Mustapha Muhammed Jafar Umar Dorcas Ajoke Adesokan Augustina Ebhomien Sunday Zainab Momoh | Mauritius Atul Kassee Aatish Lubah Georges Paul Aurélie Allet Rheea Dookhee Shaama Sandooyea |

## Einzelwettbewerb

### Herreneinzel
|  | Halbfinale | Halbfinale         | Halbfinale | Halbfinale | Halbfinale |  |  | Finale | Finale       | Finale | Finale | Finale |
|  |            |                    |            |            |            |  |  |        |              |        |        |        |
|  |            |                    |            |            |            |  |  |        |              |        |        |        |
|  |            | Reneshan Naidoo    | 18         | 11         |            |  |  |        |              |        |        |        |
|  |            | Habeeb Bello       | 21         | 21         |            |  |  |        |              |        |        |        |
|  |            |                    |            |            |            |  |  |        | Habeeb Bello | 15     | 22     | 21     |
|  |            |                    |            |            |            |  |  |        | Aatish Lubah | 21     | 20     | 16     |
|  |            | Youcef Sabri Medel | 21         | 14         | 17         |  |  |        |              |        |        |        |
|  |            | Aatish Lubah       | 19         | 21         | 21         |  |  |        |              |        |        |        |
|  |            |                    |            |            |            |  |  |        |              |        |        |        |

### Dameneinzel
|  | Halbfinale | Halbfinale            | Halbfinale | Halbfinale | Halbfinale |  |  | Finale | Finale                | Finale | Finale | Finale |
|  |            |                       |            |            |            |  |  |        |                       |        |        |        |
|  |            |                       |            |            |            |  |  |        |                       |        |        |        |
|  |            | Lee-Ann de Wet        | 17         | 21         | 21         |  |  |        |                       |        |        |        |
|  |            | Demi Botha            | 21         | 16         | 10         |  |  |        |                       |        |        |        |
|  |            |                       |            |            |            |  |  |        | Lee-Ann de Wet        | 21     | 11     | 16     |
|  |            |                       |            |            |            |  |  |        | Dorcas Ajoke Adesokan | 18     | 21     | 21     |
|  |            | Naja Mohamed          | 10         | 19         |            |  |  |        |                       |        |        |        |
|  |            | Dorcas Ajoke Adesokan | 21         | 21         |            |  |  |        |                       |        |        |        |
|  |            |                       |            |            |            |  |  |        |                       |        |        |        |

### Herrendoppel
|  | Halbfinale | Halbfinale                                 | Halbfinale | Halbfinale | Halbfinale |  |  | Finale | Finale                                     | Finale | Finale | Finale |
|  |            |                                            |            |            |            |  |  |        |                                            |        |        |        |
|  |            |                                            |            |            |            |  |  |        |                                            |        |        |        |
|  |            | Abdelrahman Abdelhakim Youssef Abdel Fatah | 16         | 21         | 21         |  |  |        |                                            |        |        |        |
|  |            | Sid Ali Bouksani Youcef Sabri Medel        | 21         | 17         | 17         |  |  |        |                                            |        |        |        |
|  |            |                                            |            |            |            |  |  |        | Abdelrahman Abdelhakim Youssef Abdel Fatah | 13     | 11     |        |
|  |            |                                            |            |            |            |  |  |        | Aatish Lubah Georges Paul                  | 21     | 21     |        |
|  |            | Habeeb Bello Mustapha Muhammed             | 17         | 17         |            |  |  |        |                                            |        |        |        |
|  |            | Aatish Lubah Georges Paul                  | 21         | 21         |            |  |  |        |                                            |        |        |        |
|  |            |                                            |            |            |            |  |  |        |                                            |        |        |        |

### Damendoppel
|  | Halbfinale | Halbfinale                                      | Halbfinale | Halbfinale | Halbfinale |  |  | Finale | Finale                                          | Finale | Finale | Finale |
|  |            |                                                 |            |            |            |  |  |        |                                                 |        |        |        |
|  |            |                                                 |            |            |            |  |  |        |                                                 |        |        |        |
|  |            | Doha Hany Toka Elwasary                         | 14         | 17         |            |  |  |        |                                                 |        |        |        |
|  |            | Lee-Ann de Wet Anri Schoonees                   | 21         | 21         |            |  |  |        |                                                 |        |        |        |
|  |            |                                                 |            |            |            |  |  |        | Lee-Ann de Wet Anri Schoonees                   | 13     | 21     | 21     |
|  |            |                                                 |            |            |            |  |  |        | Dorcas Ajoke Adesokan Augustina Ebhomien Sunday | 21     | 17     | 15     |
|  |            | Dorcas Ajoke Adesokan Augustina Ebhomien Sunday | 21         | 21         |            |  |  |        |                                                 |        |        |        |
|  |            | Aurélie Allet Shaama Sandooyea                  | 19         | 19         |            |  |  |        |                                                 |        |        |        |
|  |            |                                                 |            |            |            |  |  |        |                                                 |        |        |        |

### Mixed
|  | Halbfinale | Halbfinale                         | Halbfinale | Halbfinale | Halbfinale |  |  | Finale | Finale                             | Finale | Finale | Finale |
|  |            |                                    |            |            |            |  |  |        |                                    |        |        |        |
|  |            |                                    |            |            |            |  |  |        |                                    |        |        |        |
|  |            | Habeeb Bello Dorcas Ajoke Adesokan | 21         | 21         |            |  |  |        |                                    |        |        |        |
|  |            | Bongani von Bodenstein Demi Botha  | 17         | 14         |            |  |  |        |                                    |        |        |        |
|  |            |                                    |            |            |            |  |  |        | Habeeb Bello Dorcas Ajoke Adesokan | 21     | 17     | 17     |
|  |            |                                    |            |            |            |  |  |        | Georges Paul Aurélie Allet         | 13     | 21     | 21     |
|  |            | Youssef Abdel Fatah Toka Elwasary  | 23         | 21         | 19         |  |  |        |                                    |        |        |        |
|  |            | Georges Paul Aurélie Allet         | 21         | 23         | 21         |  |  |        |                                    |        |        |        |
|  |            |                                    |            |            |            |  |  |        |                                    |        |        |        |

## Teams

### Gruppe A
| Platz | Team      | Pld | W | L | MF | MA | MD  | GF | GA | GD  | PF  | PA  | PD   | Pts | Qualifikation |
| ----- | --------- | --- | - | - | -- | -- | --- | -- | -- | --- | --- | --- | ---- | --- | ------------- |
| 1     | Algerien  | 3   | 3 | 0 | 12 | 3  | +9  | 12 | 6  | +6  | 355 | 260 | +95  | 3   | Q             |
| 2     | Mauritius | 3   | 2 | 1 | 10 | 5  | +5  | 20 | 11 | +9  | 573 | 451 | +122 | 2   | Q             |
| 3     | Ghana     | 3   | 1 | 2 | 7  | 8  | −1  | 15 | 8  | +7  | 412 | 346 | +66  | 1   |               |
| 4     | Marokko   | 3   | 0 | 3 | 1  | 14 | −13 | 4  | 26 | −22 | 332 | 615 | −283 | 0   |               |

### Gruppe B
| Platz | Team       | Pld | W | L | MF | MA | MD  | GF | GA | GD  | PF  | PA  | PD   | Pts | Qualifikation |
| ----- | ---------- | --- | - | - | -- | -- | --- | -- | -- | --- | --- | --- | ---- | --- | ------------- |
| 1     | Nigeria    | 4   | 4 | 0 | 16 | 4  | +12 | 33 | 11 | +22 | 876 | 606 | +270 | 4   | Q             |
| 2     | Südafrika  | 4   | 3 | 1 | 16 | 4  | +12 | 35 | 10 | +25 | 889 | 599 | +290 | 3   | Q             |
| 3     | Ägypten    | 4   | 2 | 2 | 12 | 8  | +4  | 26 | 16 | +10 | 735 | 633 | +102 | 2   |               |
| 4     | Botswana   | 4   | 1 | 3 | 6  | 14 | −8  | 12 | 29 | −17 | 585 | 758 | −173 | 1   |               |
| 5     | Seychellen | 4   | 0 | 4 | 0  | 20 | −20 | 0  | 40 | −40 | 351 | 840 | −489 | 0   |               |

### Endrunde
|  | Halbfinale | Halbfinale | Halbfinale |  |  | Finale | Finale    | Finale |
|  |            |            |            |  |  |        |           |        |
|  |            |            |            |  |  |        |           |        |
|  |            | Algerien   | 0          |  |  |        |           |        |
|  |            | Südafrika  | 3          |  |  |        |           |        |
|  |            |            |            |  |  |        | Südafrika | 3      |
|  |            |            |            |  |  |        | Nigeria   | 2      |
|  |            | Mauritius  | 2          |  |  |        |           |        |
|  |            | Nigeria    | 3          |  |  |        |           |        |
|  |            |            |            |  |  |        |           |        |

### Endstand
| Pos.   | Team       | P | W | L | Pkt. | MD  | GD  | PD   | Resultat     |
| ------ | ---------- | - | - | - | ---- | --- | --- | ---- | ------------ |
| Gold   | Südafrika  | 6 | 5 | 1 | 5    | +16 | +30 | +353 | Champions    |
| Silber | Nigeria    | 6 | 5 | 1 | 5    | +12 | +25 | +261 | Finale       |
|        |            |   |   |   |      |     |     |      |              |
| Bronze | Mauritius  | 4 | 3 | 1 | 3    | +4  | +6  | +107 | Halbfinale   |
| Bronze | Algerien   | 4 | 3 | 1 | 3    | +1  | +1  | +56  | Halbfinale   |
|        |            |   |   |   |      |     |     |      |              |
| 5      | Ägypten    | 3 | 2 | 2 | 2    | +6  | +10 | +122 | Gruppenphase |
| 6      | Ghana      | 3 | 1 | 2 | 1    | −1  | +7  | +66  | Gruppenphase |
| 7      | Botswana   | 4 | 1 | 3 | 1    | −8  | −17 | −173 | Gruppenphase |
| 8      | Marokko    | 3 | 0 | 3 | 0    | −13 | −22 | −283 | Gruppenphase |
| 9      | Seychellen | 4 | 0 | 4 | 0    | −20 | −40 | −489 | Gruppenphase |